# Stay with Me Tonight
«Stay with Me Tonight» — дебютный японский сингл группы Dong Bang Shin Ki. Входит в альбом Heart, Mind and Soul.
Песня «Stay with Me Tonight» является музыкальной темой закрывающих титров в телевизионном шоу Kusano☆Kid (草野☆キッド).
Лучшая позиция в недельном топе Oricon: #37.
Количество проданных копий: 9818 (в Японии), 28 298 (в Корее).

## Список композиций

### CD
1. «Stay with Me Tonight»
2. «Try My Love»
3. «Stay with Me Tonight» (Less Vocal)
4. «Try My Love» (Less Vocal)

### DVD
1. «Stay with Me Tonight» (клип)